# 王建 (三國)
王建（？—238年）三国时期，军阀公孙渊的相国。公元237年，公孙渊反魏，自称燕王，建元绍汉。公元238年，司马懿伐公孙渊。公孙渊大败，派相国王建、御史大夫柳甫向司马懿乞和，请求司马懿先解围，公孙渊再自缚投降。司马懿不答应，将王建、柳甫二人斩首，并发檄文告知公孙渊，称王建、柳甫年老糊涂，辞不达意，才被斩杀，要公孙渊另派年轻明智的人前来，并至少拿出先秦时郑襄公肉袒牵羊的诚意。